# Жан Лан
Жан Лан (фр. Jean Lannes; Лектур, 11. април 1769 — Еберсдорф, 31. мај 1809) је био француски маршал у време Наполеонових ратова. Био је један од Наполеонових најсмелијих и најдаровитијих војсковођа.

## Походи у Италији и Египту
Рођен је у Лекуру у Гаскоњи. Родио се у породици коњушара. Био је слабо образован, али његова велика снага и способност за скоро све спортове омогућила му је да постане наредник у батаљону добровољаца, којима се придружио 1792. када је избио рат Француске и Шпаније. Истакао се у ратним походима на Пиринејима током 1793. и 1794, па је постао командант бригаде. Када је 1795. уведена реформа војске изгубио је чин. Поново се придружује војном походу у Италији, као обични добровољац. Почео се истицати у великим биткама током 1796, па је брзо напредовао и добијао све веће чинове. По Наполеоновом наређењу постао је бригадни генерал. Истицао се у свим биткама. Рањен је у бици код Арколе, када је помагао Наполеону да побегне Аустријанцима. Одабран је да са Наполеоном крене у инвазију Египта, као командант једне од бригада Жана Клебера. Поново се истицао, а посебно при повлачењу из Сирије. Са Наполеоном се вратио у Француску, где је учествовао у Наполеоновом државном удару 18. брумера. После Наполеовог државног удара Лан је унапређен у генерала дивизије. Постао је командант конзуларне гарде. Заповедао је гардом претходницом при преласку Алпа 1800. Заслужан је за победу у бици код Монтебела, па постаје војвода од Монтебела.
Постао је 1801. амбасадор у Португалији.

## Унапређен у маршала
Када је Наполеон постао 1804. цар унапредио је Жана Лана у маршала. У бици код Аустерлица командовао је гардом претходницом. У тој бици био је на левој страни. За време похода од 1806. до 1807. показао се у најбољем светлу. Командовао је корпусом у тириншкој шуми, у бици код Салфилда и у бици код Јене. Јако је значајно и његово водство гарде у бици код Фридланда.
Учествовао је у биткама у Шпанији и то као командант одвојених делова армије. Победио је 22. новембра 1808. у бици код Тудела. У јануару 1809. Наполеон му је дао задатак да заузме Сарагосу. После веома жестоке одбране успео је до 21. фебруара 1809. да заузме Сарагосу. Наполеон га је тада именовао војводом од Монтебела. Поново командује гардом претходницом. Суделовао је у сукобима око Екмила и напредовањима према Бечу. Он је са својим корпусом повео француску армију преко Дунава.

## Смрт Жана Лана
Заједно са Андре Масеном суделовао је у бици код Ашперна из које су се 22. маја морали повлачити. За време повлачења Жан Лан је као и обично био изложен јакој ватри. Тада је смртно рањен. Граната је експлодирала крај Ланеа и обе ноге су му биле тешко страдале, па су ампутиране. Подлегао је ранама 31. маја 1809. у Бечу.
Лан је био уз Луја Давуа и Андреа Масену најспособнији Наполеонов маршал. Свесно или несвесно био је најбољи експонент Наполеонових метода вођења рата. Због тога је стално учествовао у потхватима, који су захтевали одлучност и смелост, а посебно кад су комбинације зависле од пожртвовања дела војске. Ланеа је Наполеон искористио код Фридланда, а Давуа код Аустерлица и Ауерштата, јер је знао за њихове способности и захваљујући њима могао је рачунато на одлучне пробоје. Рутинске генерале је Наполеон држао под својом командом за крајњи напад.